# Севастьяновка (Новосибирская область)
Севастьяновка — деревня в Коченёвском районе Новосибирской области России. Входит в состав Дупленского сельсовета. 

## География
Площадь деревни — 60 гектаров.

## Население
| 2002 | 2007 | 2010 |
| ---- | ---- | ---- |
| 144  | ↘132 | ↘110 |

## Инфраструктура
В деревне по данным на 2007 год функционирует 1 учреждение здравоохранения.